# Ursula Birr
Ursula Elfriede Charlotte Birr-Zimmermann (* 22. Februar 1932 in Jannewitz, Provinz Pommern, heute Janiewice, Polen; † 19. November 2023 in Erfurt) war eine deutsche Schauspielerin und Synchronsprecherin.

## Leben
Nach der Flucht aus Westpommern blieb die Familie Birr in Güstrow. Ab 1949 ging Ursula Birr am Güstrower Theater zum Ballett. Am Erfurter Theater war sie ab 1953 als Tänzerin beschäftigt. Von 1954 an besuchte sie die Schauspielschule Berlin. Von August 1957 bis zu ihrem Ruhestand 1992 war sie fest an den Städtischen Bühnen Erfurt als Schauspielerin engagiert.
In Erfurt trat sie weiterhin unter ihrem Mädchennamen Ursula Birr auf. Hier blieb sie u. a. in der Rolle der Jeanne d’Arc in Die Jungfrau von Orleans, in der Titelrolle der Maria Magdalena von Friedrich Hebbel und als Frau von Stein in Ein Gespräch im Hause Stein über den abwesenden Herrn von Goethe dem Publikum besonders in Erinnerung.
Parallel zum Schauspiel wurde auf der Kleinen Bühne Kabarett aufgeführt, in dem Ursula Birr sich hauptsächlich gesanglich einbrachte. Aus dieser Sparte entwickelte sich später durch Anregung des Intendanten Bodo Witte das Kabarett Die Arche.
Weiterhin wirkte Ursula Birr in mehreren Fernsehfilmen mit und lieh mehrfach im Synchronstudio in Weimar Schauspielerinnen in ausländischen Filmen ihre Stimme.

## Familie
1952 heiratete sie Wolfgang Zimmermann (1926–2019). Er war ebenfalls in Erfurt als Schauspieler engagiert und später als Inspizient beschäftigt. Aus der Verbindung ging der Sohn Florian (* 1952) hervor.

## Filmografie (Auswahl)
- 1962: Die schwarze Galeere, Historienfilm (Bürgerin) – Regie und Drehbuch: Martin Hellberg
- 1967: Die Reise, Fernsehspiel (Renate Krüger) – Regie: Wilhelm Gröhl
- 1984: Überfahrt, Fernsehfilm – Regie: Fritz Bornemann
- 1988: Polizeiruf 110: Still wie die Nacht, Fernsehserie (Nachtschwester) – Regie: Hans-Joachim Hildebrandt

## Synchronrollen (Auswahl)
- 1959: Sjö Mee-fen in Das Herz spielt mit (VR China) als Pöng Djau-ju
- 1961: Galina Frolowa in Operation Cobra (UdSSR) als Nina Iwanowa
- 1971: Stéphane Audran in Neun im Fadenkreuz (Frankreich, Italien) als Hélène Vallée
- 1977: Iren Psota in Eine sehr moralische Nacht (Ungarn) als Mutter

## Hörspiele (Auswahl)
- 1971: Dimitar Dimow, Horst Heitzenröther: Tabak (2., 4. und 5. Teil) (Warwara) – Regie: Walter Niklaus (Hörspielbearbeitung – Rundfunk der DDR)[6]

## Theater (Auswahl)
Städtische Bühnen Erfurt
- 1957: Heinrich Spoerl: Der Maulkorb (Die Billa) – Regie: Georg Leopold
- 1958: Frances Goodrich und Albert Hackett: Tagebuch der Anne Frank (Miep) – Regie: Arno Wolf
- 1958: Bertolt Brecht: Schweyk im Zweiten Weltkrieg (Kati, Freundin des Dienstmädchens) – Regie: Eugen Schaub (Deutsche Erstaufführung, Gastspiel und  Fernsehaufzeichnung im Berliner Ensemble)
- 1958: Johann Wolfgang von Goethe: Götz von Berlichingen (Kammerfräulein der Adelheid) – Regie: Eugen Schaub
- 1958: Pavel Kohout: So eine Liebe (Majka) – Regie: Georg Leopold
- 1958: Jewgenij Schwarz: Rotkäppchen (Hase Weißohr) – Regie: Thomas Ruschin
- 1959: Hedda Zinner: Auf jeden Fall verdächtig (Hausmädchen) – Regie: Eugen Schaub
- 1959: William Shakespeare: Was ihr wollt (Maria, Olivias Kammermädchen) – Regie: Eugen Schaub
- 1960: Gerhart Hauptmann: Die Weber (1. Weberfrau) – Regie: Arno Wolf
- 1960: Chu Su-chen: Fünfzehn Schnüre Geld (Su shu-chuan) – Regie: Eugen Schaub (Deutsche Erstaufführung)
- 1960: Sergej Michalkow: Wie die Wilden (Vera Schubenkina) – Regie: Horst Ludwig
- 1960: Marion Menteuse: Eine kleine Traumfabrik (eine Dingskirchnerin) – Regie: Eugen Schaub
- 1960: I. Karnauchowa und L. Braussewitsch: Die feuerrote Blume (Hexe Baba Jaga) – Regie: Horst Ludwig
- 1961: Alexander Fredro: Mädchenschwüre (Klara) – Regie: Horst Ludwig
- 1961: Alexej Arbusow: Irkutzker Geschichte (Njura, Monteur) – Regie: Arno Wolf
- 1961: Bertolt Brecht: Leben des Galilei (Frau des Balladensängers) – Regie: Walter Beck
- 1961: Friedrich Schiller: Die Jungfrau von Orleans (Johanna d’Arc) – Regie: Eugen Schaub (Aufführung auf den Erfurter Domstufen)
- 1961: Heinrich von Kleist: Der zerbrochne Krug (Grete, Magd) – Regie: Klaus Martin Boestel
- 1961: Jewgenij Schwarz: Die Schneekönigin (Räubermädel) – Regie: Horst Ludwig
- 1962: Helmut Sakowski: Weiberzwist und Liebeslist (Trude Martens, Tochter des LPG-Vorsitzenden) – Regie: Horst Ludwig
- 1962: Erwin Strittmatter: Die Holländerbraut (Hanna Tainz, Tagelöhnerin – später Bürgermeisterin) – Walter Niklaus
- 1962: Oscar Wilde: Ein idealer Gatte (Lady Basildon) – Regie: Walter Niklaus
- 1962: K. M. Walló: Die Prinzessin mit dem goldenen Stern (Komteß Gloria) – Regie: Horst Ludwig
- 1962: Viktor Rosow: Die ewig Lebenden (Irina Borosdin) – Regie: Walter Niklaus
- 1963: Konstantin Simonow: Der Vierte (die Frau, die Er liebte) – Regie: Walter Niklaus
- 1963: Johann Nestroy: Der böse Geist Lumpacivagabundus (Reserl, Haushälterin) – Regie: Horst Ludwig
- 1963: Lajos Mesterházy: Das elfte Gebot (Murika, Frau des Schriftstellers) – Regie: Walter Niklaus
- 1963: Helmut Sakowski: Steine im Weg (Lisa Martin) – Regie: Horst Ludwig / Walter Niklaus
- 1963: William Shakespeare: Macbeth (Hexe) – Regie: Walter Niklaus
- 1964: Ewan MacColl: Unternehmen Ölzweig (Lampito aus Sparta) – Regie: Walter Niklaus
- 1964: Inge von Wangenheim: Professor Hudebraach (Toni Berger, Gesellschaftswissenschaftlerin) – Regie: Klaus Martin Boestel (Uraufführung)
- 1965: Curt Goetz: Das Haus in Montevideo (Marianne, Frau von Prof. Dr. Traugott Hermann Nägler) – Regie: Hans-Dieter Schlegel
- 1965: Viktor Rosow: Unterwegs (Ärztin) – Regie: Klaus Martin Boestel
- 1965: Bertolt Brecht: Mutter Courage und ihre Kinder (singendes Mädchen) – Regie: Walter Beck
- 1966: Friedrich Dürrenmatt: Der Besuch der alten Dame (Frau des Ill) – Regie: Klaus Martin Boestel
- 1966: Claus Hammel: Um neun an der Achterbahn (Else Segebrecht) – Regie: Karl Gassauer
- 1966: Marcel Pagnol: Zum Goldenen Anker (Bürgersfrau) – Regie: Klaus Martin Boestel
- 1966: William Shakespeare: Ein Sommernachtstraum (eine Elfe) – Regie: Albert R. Pasch
- 1966: Carlo Goldoni: Der Diener zweier Herren (Beatrice) – Regie: Manfred Heine
- 1967: Claus Hammel: Ein Yankee an König Artus’ Hof (Dolly) – Regie: Dieter Wardetzki (Uraufführung)
- 1967: div. Autoren: Schlacht der Gewohnheit – Regie: Klaus Mertens (Kabarett Kleine Bühne)
- 1967: Henrik Ibsen: Hedda Gabler (Fräulein Juliane Tesman) – Regie: Andreas Scheinert
- 1967: Rainer Kirsch: Der Soldat und das Feuerzeug (Hexe) – Regie: Dieter Wardetzki (Uraufführung)
- 1968: Jean Baptiste Molière: George Dandin oder Der betrogene Ehemann (Frau von Sotonville) – Regie: Albert R. Pasch
- 1969: Walter Hasenclever: Ein besserer Herr (Frau Compass) – Regie: Andreas Scheinert
- 1969: Johann Nestroy: Einen Jux will er sich machen (Frau Gertrud, Wirtschafterin) – Regie: Andreas Scheinert
- 1969: Lew Ustinow: Stadt ohne Liebe (als Schwalbe) – Regie: Andreas Scheinert
- 1969: Jan Makarius: Drei weiße Pfeile (Ananida) – Regie: Karlheinz Welzel
- 1969: Hermann Kant: Die Aula (Dr. Fuchs) – Regie: Andreas Scheinert
- 1969: W. N. Bill-Bjelozerkowski: Sturm (Lehrerin) – Regie: Fritz Westphal
- 1970: Ellen Koch: Der liebe Gott hat Ausgang (Mutter von Matthias) – Regie: Andreas Scheinert
- 1970: Maria Clara Machado: Die gestohlenen Zwiebeln (Flori, die Katze) – Regie: Helga Mehner
- 1970: Siegfried Pfaff: Regina B – ein Tag in ihrem Leben (Gertrud Heyme) – Regie: Jörg Liljeberg
- 1970: Robert Thomas: Die acht Frauen (Augustine) – Regie: Karlheinz Welzel
- 1971: Peter Ensikat: Gavroche (Madame La Grange) – Regie: Detlef Espey
- 1971: Arnim Stolper: Zeitgenossen (Sekretärin) – Fritz Westphal
- 1971: Arthur Miller: Tod eines Handlungsreisenden (Linda Loman) – Regie: Detlef Espey
- 1971: Claus Hammel: Frau Jenny Treibel (Fräulein von Bomst) – Regie: Detlef Espey
- 1972: G. Nachutzrischwilli: Tschintschraka (Füchsin) – Regie: Karlheinz Welzel
- 1973: Bertolt Brecht: Herr Puntila und sein Knecht Matti (Telefonistin) – Regie: Dieter Steinke
- 1973: Wolfgang Kohlhaase / Rita Zimmer: Fisch zu viert (Charlotte Heckendorf) – Regie: Karlheinz Welzel
- 1973: Jewgenij Schwarz: Die verzauberten Brüder (Baba-Jaga) – Regie: Christoph Brück
- 1974: Peter Hacks: Die schöne Helena (Bacchis) – Regie: Dieter Steinke
- 1974: Helmut Baierl: Frau Flinz (Martha Flinz) – Regie: Dieter Steinke
- 1974: Heinz Kahlau: Der gestiefelte Kater (Bauersfrau) – Regie: Jürgen Gosch
- 1975: Bertolt Brecht: Die Dreigroschenoper (Spelunken Jenny) – Regie: Dieter Steinke
- 1975: Seán O’Casey: Purpurstaub (Souhaun) – Regie: Dieter Steinke
- 1976: Friedrich Hebbel: Maria Magdalena (Frau des Tischlermeisters Anton) – Regie: Peter Handke
- 1976: Heiner Müller (nach Fjodor Gladkow): Zement (3. Frau) – Regie: Ekkehard Kiesewetter
- 1976: Alfonso Sastre: Geschichte von der verlassenen Puppe (Ballonverkäuferin) – Regie: Alexej Resnik
- 1976: Charles De Coster: Till (Katheline) – Regie: Peter Sodann (DDR-Erstaufführung)
- 1976: Karlheinz Welzel: Ein unglaublich LIEDERlicher Abend – Regie: Karlheinz Welzel (Kabarett auf der Kleinen Bühne)
- 1977: Harald Gerlach / Karlheinz Welzel: Haltet den Typ „Beiträge zum Umweltsch(m)utz“ – Regie: Karlheinz Welzel (Kabarett auf der Kleinen Bühne)
- 1977: Peter Hacks: Ein Gespräch im Hause Stein über den abwesenden Herrn von Goethe (Frau von Stein) – Regie: Ekkehard Kiesewetter
- 1978: Maria Clara Machado: Die kleine Hexe, die nicht böse sein konnte (Chefhexe) – Regie: Barbara Abend
- 1979: Friedrich Dürrenmatt: Die Physiker (Frl. Dr. Mathilde von Zahnd) – Regie: Ekkehard Kiesewetter
- 1979: Kazys Saja: Clemens oder Das Jahr des Stiers (Zamguliene) – Regie: Iwan Petrow
- 1980: Aristophanes: Lysistrate (Chorführerin) – Regie: Ekkehard Kiesewetter
- 1981: Frances Goodrich / Albert Hackett: Das Tagebuch der Anne Frank (Edith Frank) – Regie: Dieter Seidel
- 1981: Jürgen Gross: Match (Alte Frau) – Regie: Klaus Schleiff
- 1983: Dario Fo: Zufälliger Tod eines Anarchisten (1. Wachtmeister) – Regie: Eberhard Kube
- 1983: Joachim Knauth: Die Nachtigall (Hofmalerin) – Regie: Christine Krüger
- 1984: Heiner Maaß / Peter M. Schneider: Die drei Musketiere (Äbtissin) – Regie: Klaus Schleiff
- 1984: Federico Garcia Lorca: Bernada Albers Haus (Bernada Alba) – Regie: Bernd Keßler
- 1985: Alexander Galin: Retro oder Ich will zurück aufs Dach (Diana Wladimirowna Barabanowa) – Regie: Ekkehard Kiesewetter
- 1985: Heinrich Mann: Die traurige Geschichte von Friedrich dem Großen (Fürstin Galitzin / Kammerfrau) – Regie: Ekkehard Kiesewetter
- 1986: Tschingis Aitmatow / Kaltai Muhamedshanow: Aufstieg auf den Fudschijama (Aischa-Apa, Lehrerin) – Regie: Ekkehard Kiesewetter
- 1988: Peter Shaffer: Amadeus (Venticelli „Lüftchen“) – Regie: Ekkehard Kiesewetter
- 1989: Georg Kaiser: Zwei Krawatten (Dame/Passagier/Gast) – Regie: Klaus Schleiff
- 1991: William Shakespeare: Ein Sommernachtstraum (Elfe) – Regie: Matthias Brenner
- 1991: Heinrich von Kleist: Der zerbrochene Krug (Frau Brigitte) – Regie: Ekkehard Kiesewetter
- 1992: Klaus Stephan: Klappe zu – Affe tot (Lotte) – Regie: Klaus Stephan (Uraufführung)
- 1992: Alan Jay Lerner: My Fair Lady (Mrs. Pearce) – Regie: Frank Bernd Gottschalk